# Vaughn Armstrong
Vaughn Dale Armstrong (* 7. července 1950 Sonora, Kalifornie) je americký herec.

## Před hereckou kariérou
Armstrong se aktivně zúčastnil bojů ve Vietnamské válce jako člen Ozbrojených sil Spojených států amerických.

## Star Trek
Vaughn Armstrong je jedním z nejdéle sloužících herců v historii Star Treku, protože hrál v každém seriálu s výjimkou Původní série. Během let ztvárnil dvanáct různých postav, což je ze všech nejvíc.
Debut si připsal v Nové generaci v epizodě Klingonské srdce, kde ztvárnil komandéra Korrise, odpadlického Klingona, který se pokusil ukrást talarianskou nákladní loď. Dalšími charaktery byli:
- Klingoni:
  - komandér Korris (Star Trek: Nová generace epizoda "Klingonské srdce")
  - Korath (Star Trek: Voyager epizoda "Dohra", také se objevil v Star Trek: The Experience)
  - Klaax (Star Trek: Enterprise epizoda "Spící psi")
- Cardassiané:
  - Gul Danar (Star Trek: Stanice Deep Space Nine epizoda "Poslední prolog")
  - Seskal (Star Trek: Stanice Deep Space Nine epizody "Mračna se stahují..." a "Váleční psi")
- Romulan:
  - Telek R'Mor (Star Trek: Vesmírná loď Voyager epizoda "Uchem jehly")
- Borgové:
  - Lansor/Druhý z devíti (Star Trek: Vesmírná loď Voyager epizoda "Pud sebezáchovy")
- Vidiian:
  - vidiianský kapitán (Star Trek: Vesmírná loď Voyager epizoda "Zuřivost")
- Lidé:
  - admirál Maxwell Forrest (opakovaně Star Trek: Enterprise)
  - kapitán Maximilian Forrest (verze admirála Forresta z paralelního vesmíru)
- Hirogen:
  - Hirogen-Alpha (Star Trek: Vesmírná loď Voyager epizoda "Vlastní krev")
- Kreetassan:
  - kreetassanský kapitán (Star Trek: Enterprise epizody "Osamělý hlas" a "Noc na ošetřovně")

Protože byla jeho nejznámější postava, admirál Forrest, zabita ve čtvrté sérii, dostal později ještě jednu možnost vrátit se, a to v dvojepizodě V zemi za zrcadlem.

## Ostatní práce
Armostrong je téměř výlučně televizní herec, první malé role si připsal již na konci sedmdesátých let. Kromě Star Treku si zahrál v seriálech Babylon 5, Show Jerryho Seinfelda, Remington Steele, Quantum Leap, Jake a Tlusťoch, JAG nebo Melrose Place.
Kromě hraní je také talentovaným hudebníkem. Ovládl hru na ukulele pomocí "banjo" stylu, který sám vymyslel. S ním baví publikum hudbou z doby Americké občanské války, kromě toho hraje s kapelou blues. Jeho "trekové bluesové" songy jsou na setkáních s fanoušky velmi populární. Jeho skupina, The Enterprise Blues Band, se skládá ze známých startrekových herců Richard Herda (Owen Paris), Steva Rankina (plukovník Green) a Caseyho Biggse (Damar).